# Sedum melanantherum
Sedum melanantherum är en fetbladsväxtart som beskrevs av Dc.. Sedum melanantherum ingår i Fetknoppssläktet som ingår i familjen fetbladsväxter. Inga underarter finns listade i Catalogue of Life.